# José Arredondo
José Juan Arredondo (nacido el 12 de marzo de 1984 en San Pedro de Macorís) es un lanzador dominicano que juega para los Rojos de Cincinnati en las Grandes Ligas de Béisbol.

## Carrera

### Los Angeles Angels of Anaheim (2008-2009)
Arredondo hizo su debut en Grandes Ligas contra los Medias Blancas de Chicago el 14 de mayo de 2008, en el Angel Stadium en Anaheim, California. Entregó un jonrón a Nick Swisher, el primer bateador que enfrentó.
Arredondo obtuvo su primera victoria el 26 de mayo de 2008, contra los Tigres de Detroit, lanzando dos entradas perfectas como relevista en una victoria 1-0 en 12 entradas. El 28 de junio, lanzó en relevo de Jered Weaver y combinado con  Weaver, no permitieron hit contra los Dodgers de Los Ángeles, pero aun así perdió el partido 1-0. Esta fue la cuarta vez que un equipo pierde después de haber llegado a ocho entradas sin permitir hit, y el primero como un no-hitter combinado. Como los Angelinos no lanzaron nueve entradas, no se consideró oficialmente un partido sin hits.
Arredondo terminó la temporada con un récord de 10-2 y una efectividad de 1.62. Fue considerado como un potencial cerrador hasta que los Angelinos firmaron a Brian Fuentes.

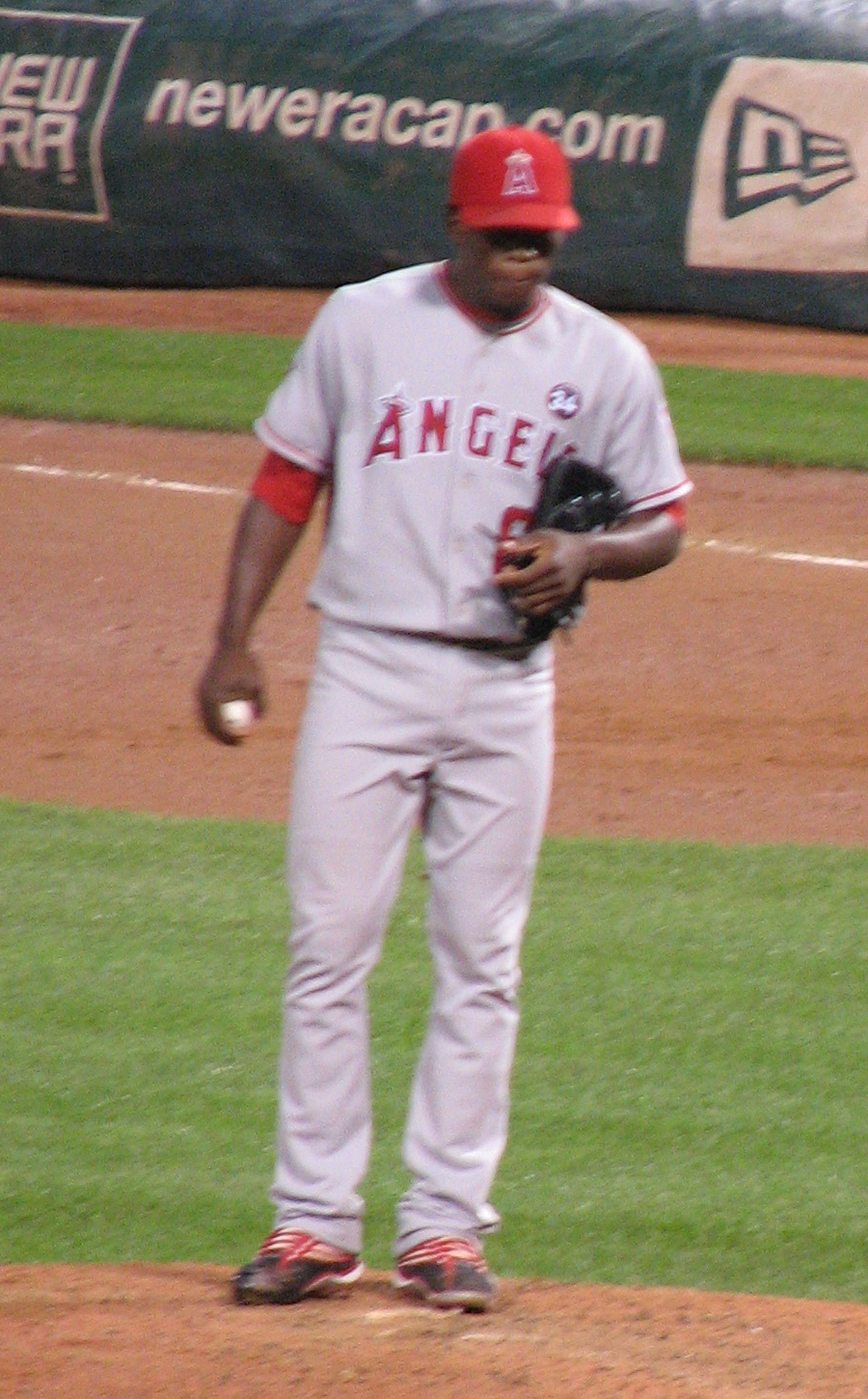
Arredondo durante su tiempo con los Angelinos en 2009.

Aunque Arredondo salió de una estelar temporada de novato en 2008, luchó en los entrenamientos de primavera con una velocidad  menor y un mal control. Después de un duro inicio de temporada en 2009, Arredondo fue enviado a Triple-A con los afiliados de los Angelinos, Salt Lake Bees, el 10 de junio. Poco después, una resonancia magnética reveló un esguince en su codo.
Después de algunas apariciones esporádicas en julio y agosto para los Angelinos, la dirigencia del equipo le pidió a Arredondo que entrenara en el campamento del equipo en Arizona en caso de que se necesitara para los playoffs. "Arredondo decidió que no, volviendo a su casa en la República Dominicana". Esta actitud no fue vista con muy buenos ojos en la organización.
El 10 de diciembre de 2009, los Angelinos anunciaron que Arredondo tendría una reconstrucción del codo mediante una cirugía Tommy John, y se perdería toda la temporada 2010. Sólo dos días después, el 12 de diciembre, los Angelinos anunciaron que no le ofrecerían a Arredondo un contrato para el 2010.

### Cincinnati Reds (2010-presente)
El 22 de enero de 2010, Arredondo firmó un contrato de ligas menores con los Rojos de Cincinnati. Se sometió a una cirugía Tommy John en febrero y pasó el verano de 2010 en las instalaciones de entrenamiento de los Rojos en Goodyear, Arizona. El 23 de julio de 2010, los Rojos compraron el contrato de Arredondo y lo colocaron en la lista de lesionados de 60 días  después de la designación de Corky Miller para asignación.
Arredondo estuvo con los Rojos durante la pretemporada, pero fue colocado en la lista de lesionados de 15 días para empezar la temporada para que así pudiera recuperarse plenamente de su cirugía Tommy John. Comenzó su asignación de rehabilitación el 11 de abril, y fue activado de la lista de lesionados el 14 de mayo. Mike Leake fue enviado a las menores por primera vez en su carrera para hacerle espacio a Arredondo. Arredondo tuvo efectividad de 3.04 en sus primeros 24 partidos, a pesar de tener problemas de control desde el principio y dar 22 bases por bolas en sus primeros 24 partidos. Después de haber lanzado el 6 de julio contra los Cardenales de San Luis, Arredondo tuvo dolor en el antebrazo de su brazo derecho. No estuvo disponible para la serie final antes de la pausa del Juego de Estrellas, y el 15 de julio fue colocado en la lista de lesionados, retroactivo al 7 de julio. Los Rojos, llamaron al zurdo Jeremy Horst. El 29 de julio, en su reaparición, Arredondo, después de haber lanzado una 13.ª entrada perfecta en contra de los Gigantes de San Francisco, Edgar Rentería puso fin al partido con un sencillo que le dio la victoria al equipo de los Rojos.